# 우바라-투투
우바라투투(또는 우바르투투)는 슈루팍의 군주로 홍수 이전 마지막 수메르의 왕이었다. 그 후 왕좌는 북쪽의 도시 키시로 옮겨 갔다.

## 같이 보기
- 수메르
- 슈루팍
- 수메르 왕목록